# День благодійництва
День благоді́йництва — міжнародне свято на честь благодійництва яке у світі відзначається щорічно 5 вересня. Також в Україні відзначається щорічно у другу неділю грудня.

## Історія свята

### В Україні
Свято встановлено в Україні «…з метою утвердження принципів гуманізму і милосердя, сприяння розвитку благодійної діяльності та на підтримку ініціативи громадських організацій…» згідно з Указом Президента України «Про День благодійництва» від 13 грудня 2007 р. № 1220/2007.

### У Європі
Офіційний «Міжнародний день благодійності» був затверджений дещо пізніше, 17 грудня 2012 року на 58-му пленарному засіданні Генеральної Асамблеї ООН, що відображено у відповідній резолюції № 67/105 і відзначається 5 вересня. Метою свята є привернути увагу до проблем людей, пов'язаних із бідністю та гуманітарними кризами. ООН хоче нагадати про важливість благодійності та волонтерської діяльності. Пропозицію організувати таке свято зробила Угорщина. Саме 5 вересня померла Мати Тереза.